# Havnartindur (Kunoy)
De Havnartindur is een berg die ligt op het eiland Kunoy, Faeröer. De berg heeft een hoogte van 818 meter.